# 耶鲁管理学院
耶鲁管理学院（英語：Yale School of Management）位于美国康涅狄格州的纽黑文市。

## 历史

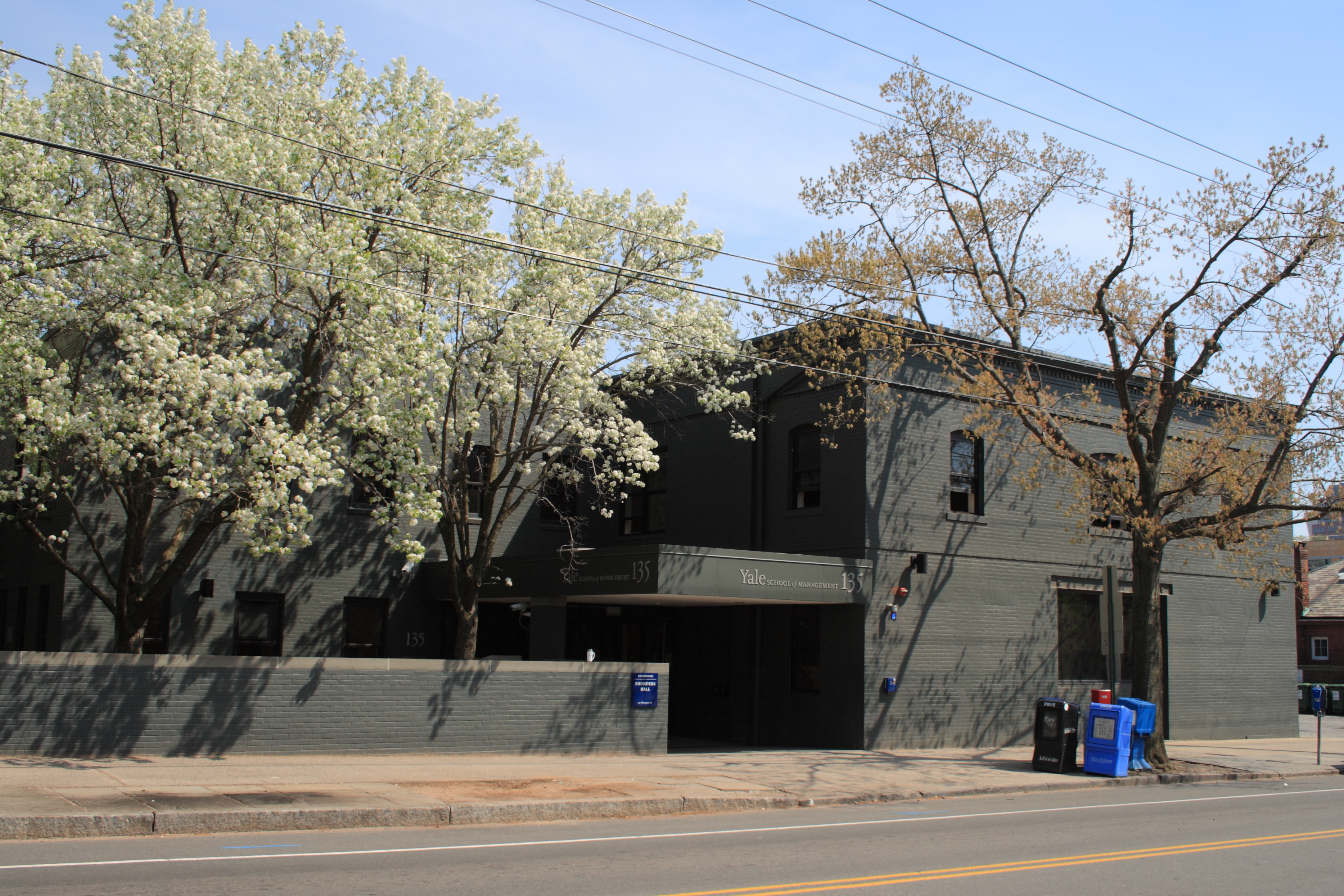

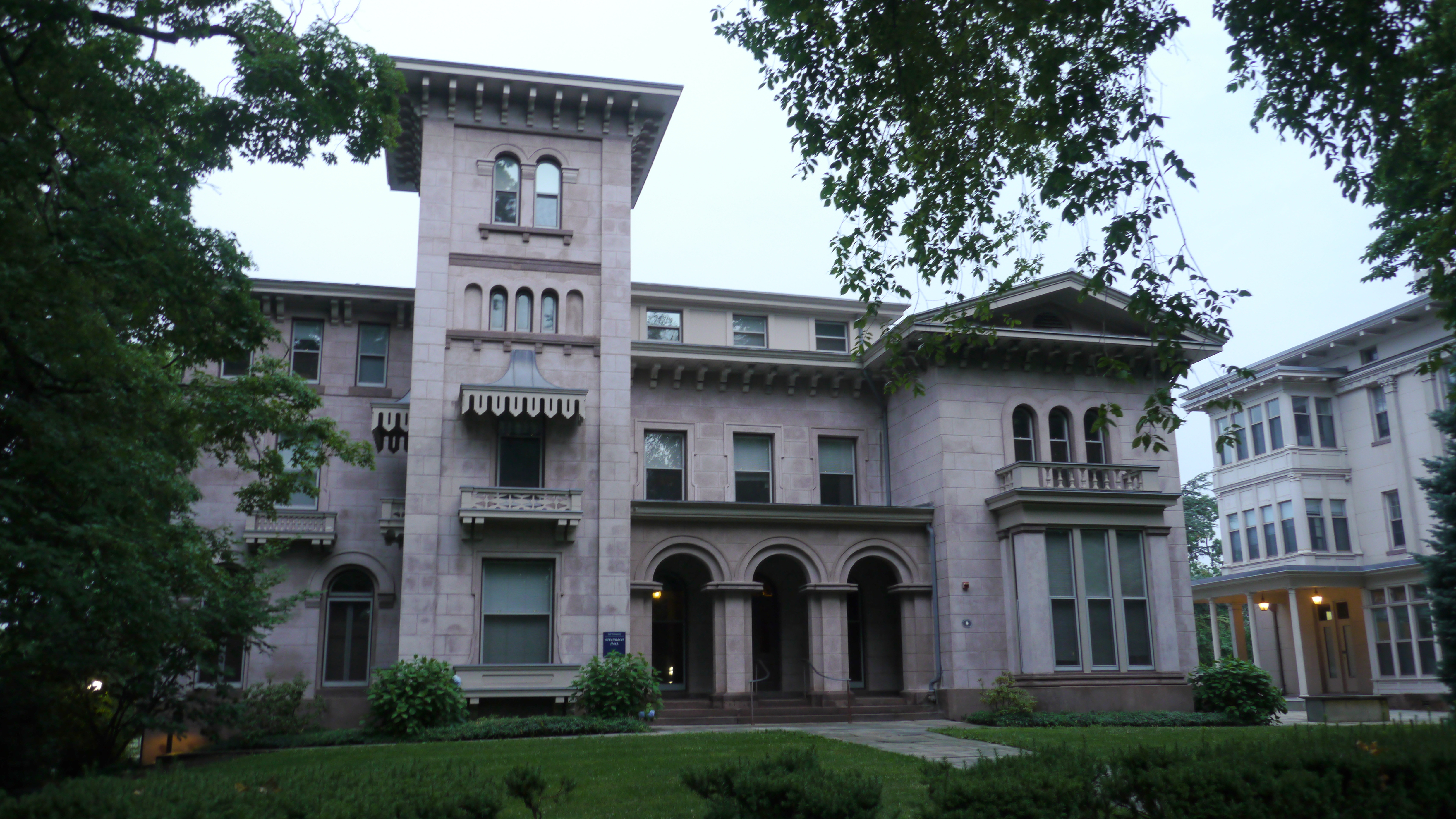

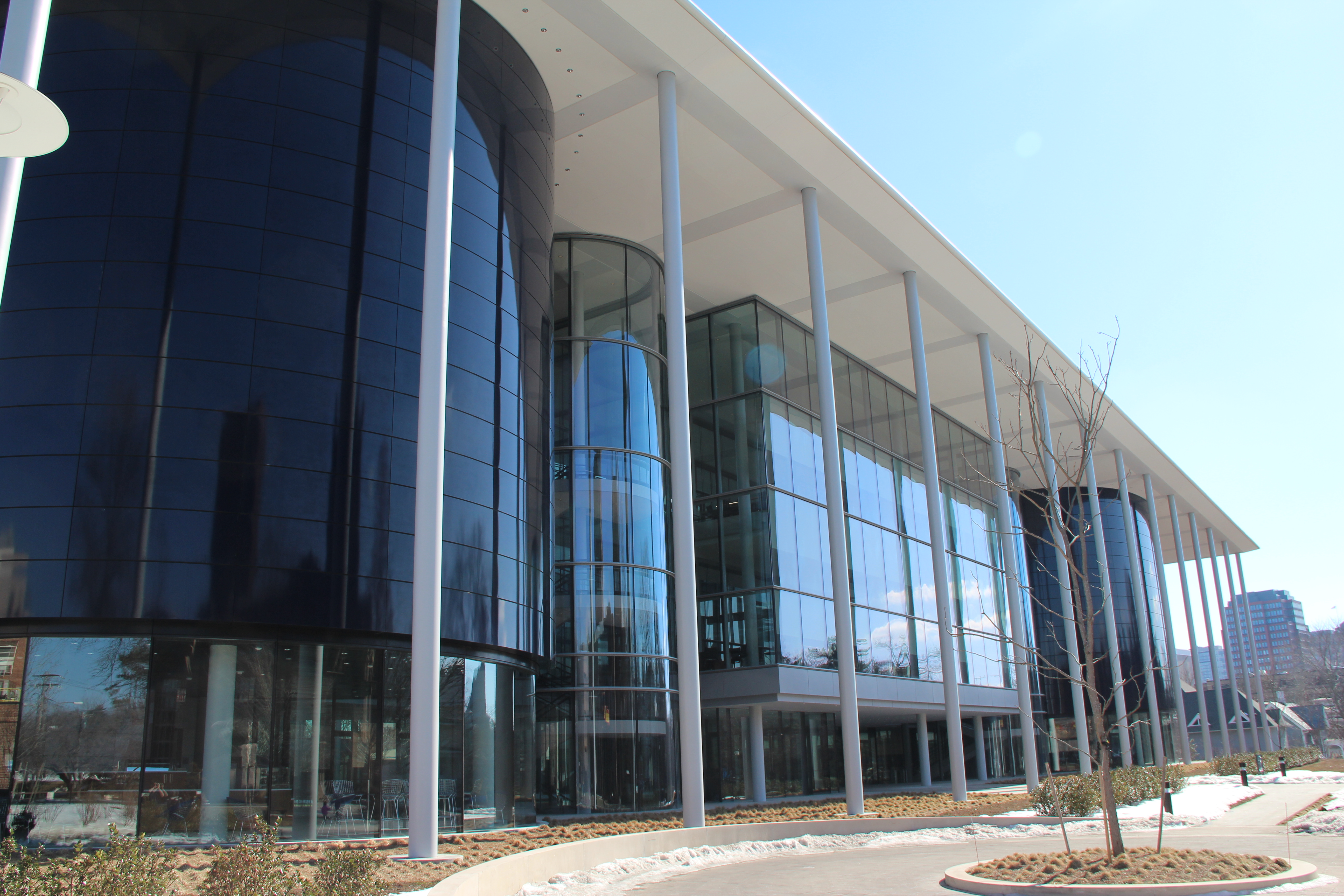

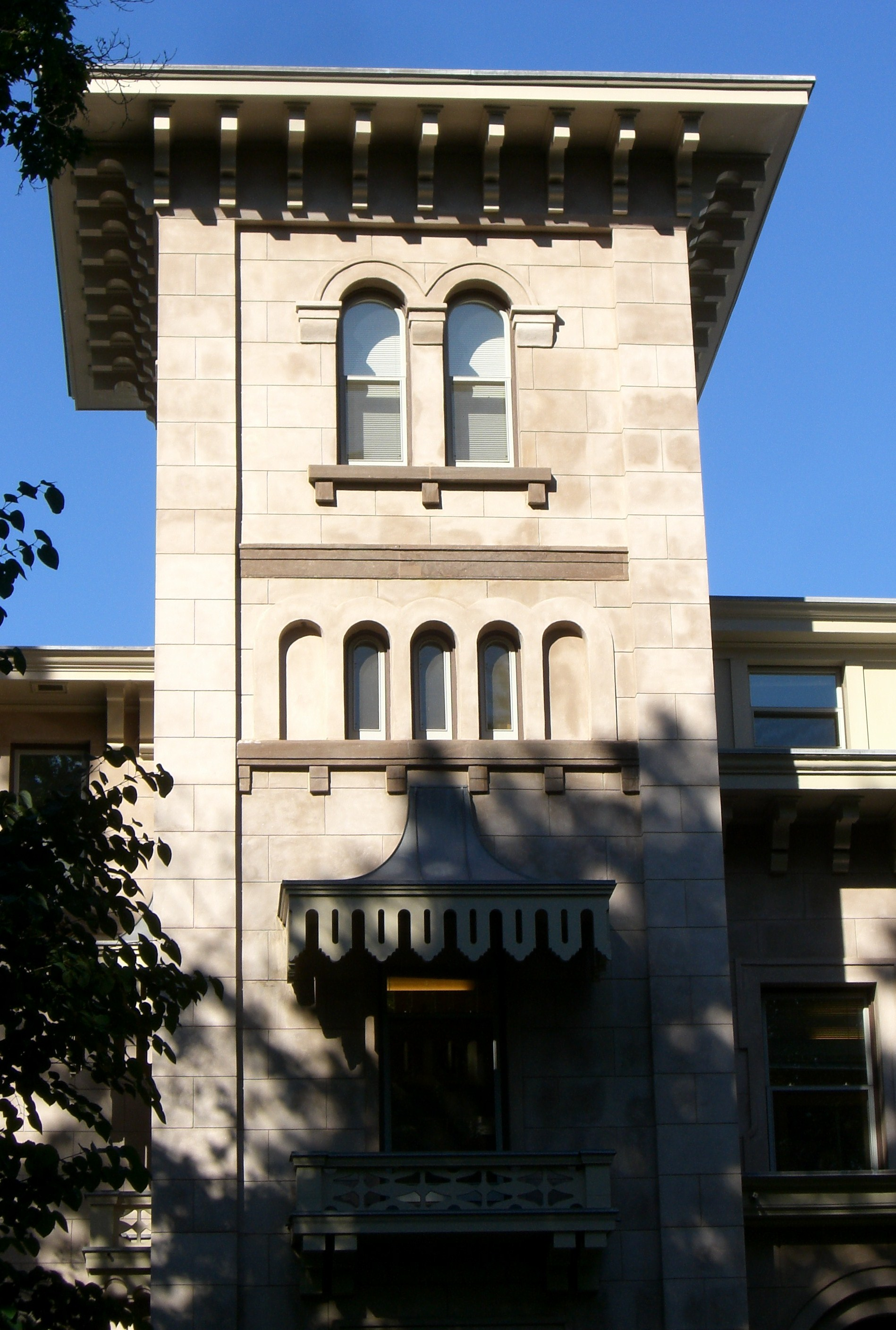

成立于1976年，是耶鲁大学的商学院。

## 著名校友
- 卢英德，百事公司前首席执行官
- 邓文迪，新闻集团亚洲卫星电视业务的前副董事长
- 约翰·桑顿，巴里克黄金公司执行董事长，清华大学客座教授